# Galunggung
Der Gunung Galunggung (indonesisch Gunung „Berg“) ist ein aktiver Vulkan auf der indonesischen Insel Java. Er liegt 40 Kilometer ostnordöstlich des Papandayan und 16 Kilometer nordwestlich der Stadt Tasikmalaya mit mehr als 700.000 Einwohnern, für die er eine direkte Gefahr darstellt.
Der Berg besitzt nur drei Flanken, da seine komplette Südostseite eingebrochen und somit ein großes calderaartiges Becken entstanden ist, das Eruptionsausflüsse auf natürlichem Wege kanalisiert. Unterhalb des Abbruchgebietes erstrecken sich in der Ebene die so genannten Zehntausend Hügel von Tasikmalaya, unzählige kleine Erhebungen über dem Grasland. Sie sind zum Großteil bebaut, weil sie in früheren Zeiten guten Schutz gegen Feinde boten und oberhalb der Reisfelder mit ihren Ratten und Moskitos liegen. Diese Landschaft erregte Anfang des 20. Jahrhunderts das Interesse von Geo- und Vulkanologen. Zunächst vermutete man lange Zeit, die Hügel seien durch Lahare oder Wasserausflüsse aus dem Krater geformt oder künstlich errichtet worden. Nach dem Ausbruch des Mount St. Helens 1980 und Untersuchungen der Abbrüche am Mount Shasta wurde klar, dass es sich auch am Gunung Galunggung um die Überreste einer Trümmerlawine – höchstwahrscheinlich ebenjener des Südosthanges – handeln muss. Eine Radiokohlenstoffdatierung der Lava ergab, dass sich der Kollaps in den letzten 23.000 Jahren, vermutlich vor 4200 Jahren, ereignet haben muss.

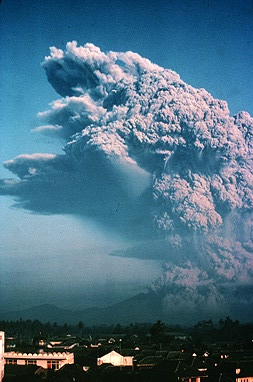
Aschewolke über dem Vulkan am 16. August 1982

Es sind lediglich fünf historische Ausbrüche des Vulkans verzeichnet. Der erste, der auch der intensivste und verheerendste war, datiert aus dem Jahre 1822. Die am 8. Oktober beginnende Eruption, die auf dem Vulkanexplosivitätsindex (VEI) mit Stärke 5 eingetragen ist, kostete 4011 Menschen das Leben. Im Verlauf der Eruption zerstörten Lavaströme, Lahare, bis zu zehn Kilometer lange pyroklastische Ströme sowie eine Glutwolke 114 Dörfer der Umgebung. Ein weiterer Ausbruch folgte 1894, 1918 bildete sich am Gipfel ein großer Lavadom.
Am 5. April 1982 begann die vorerst letzte eruptive Phase des Gunung Galunggung, die auf dem VEI mit der Stärke 4 verzeichnet wurde. Sie dauerte neun Monate und lässt sich in drei Abschnitte einteilen. Zunächst bildeten sich bis Mitte Mai bis zu sechs Kilometer hohe Aschewolken über dem Gipfel, während Schlackeströme von bis zu fünf Kilometern Länge die Hänge hinabflossen. Von Mitte Mai bis Oktober kam es dann zu zahlreichen starken phreatomagmatischen Explosionen, die den 1918 entstandenen Lavadom zu 80 Prozent zerstörten und bis zu 24 Kilometer hohe Aschesäulen zur Folge hatten. Im Umkreis von 90 Kilometern um den Berg gingen Ascheregen nieder. Zudem bildete sich im südwestlichen Abbruch auf 1090 Meter Höhe ein durchschnittlich 780 Meter breiter und 300 Meter tiefer Krater.
Am 24. Juni 1982 geriet eine Boeing 747-200 auf dem British-Airways-Flug 9 in eine Aschewolke. Alle vier Triebwerke fielen aus und das Flugzeug sank innerhalb von 16 Minuten von 11.300 auf 4.100 Meter Flughöhe. Nach dem Gleitflug konnten die Triebwerke wieder angelassen werden und man konnte in Jakarta notlanden. 
Die folgenden Monate von November bis zum 8. Januar 1983 waren geprägt von leichtem Lavaausfluss aus dem Krater und der Herausbildung eines kleinen Aschekegels innerhalb des Kraters. Der Kegel erreichte eine Höhe von 75 und eine Breite von 200 Metern. Die Eruption von 1982 bis 1983 forderte 68 Todesopfer, die Mehrzahl von ihnen starb jedoch nicht unmittelbar durch die vulkanischen Aktivitäten, sondern infolge von Schocks, Unterkühlung, Unterernährung und Verkehrsunfällen während der Evakuierung. Zu dieser waren insgesamt 62.000 Anwohner aufgefordert. 22 Dörfer wurden zerstört beziehungsweise unbewohnbar, 94.000 Hektar Agrarfläche verwüstet, die materiellen Schäden betrugen 15 Millionen US-Dollar.
Nach einjähriger Ruhe kam es 1984 erneut zu Aktivitäten in Form zweiwöchiger phreatischer Eruptionen.

## Zwischenfälle
Am 28. November 1950 wurde eine Douglas DC-3/C-47B-25-DK der indonesischen Luftstreitkräfte (Luftfahrzeugkennzeichen TNI-AU T-446) gegen den Vulkan Galunggung geflogen, 65 Kilometer südöstlich vom Startflughafen Bandung. Bei diesem CFIT (Controlled flight into terrain) wurden von den 27 Insassen 15 getötet, alle drei Besatzungsmitglieder und 12 Passagiere.